# Wedlock
Wedlock is een Amerikaanse sciencefictionfilm uit 1991 van regisseur Lewis Teague.

## Verhaal
Frank Warren is een elektronica-ingenieur die een bank berooft. Tijdens de roof wordt hij neergeschoten en belandt in de gevangenis. De gevangenen worden twee aan twee elektronisch met een halsband aan elkaar verbonden. Wanneer zo'n stel meer dan honderd meter van elkaar verwijderd is ontploffen de halsbanden. Daardoor wordt Frank gedwongen mee te gaan met zijn wedlock-partner Tracy wanneer deze ontsnapt.

## Rolbezetting
Hoofdrollen
| Acteur             | Personage                    |
| ------------------ | ---------------------------- |
| Rutger Hauer       | Frank Warren                 |
| Mimi Rogers        | Tracy Riggs                  |
| Joan Chen          | Noelle                       |
| James Remar        | Sam                          |
| Stephen Tobolowsky | gevangenisdirecteur Holliday |